# 소테쓰산

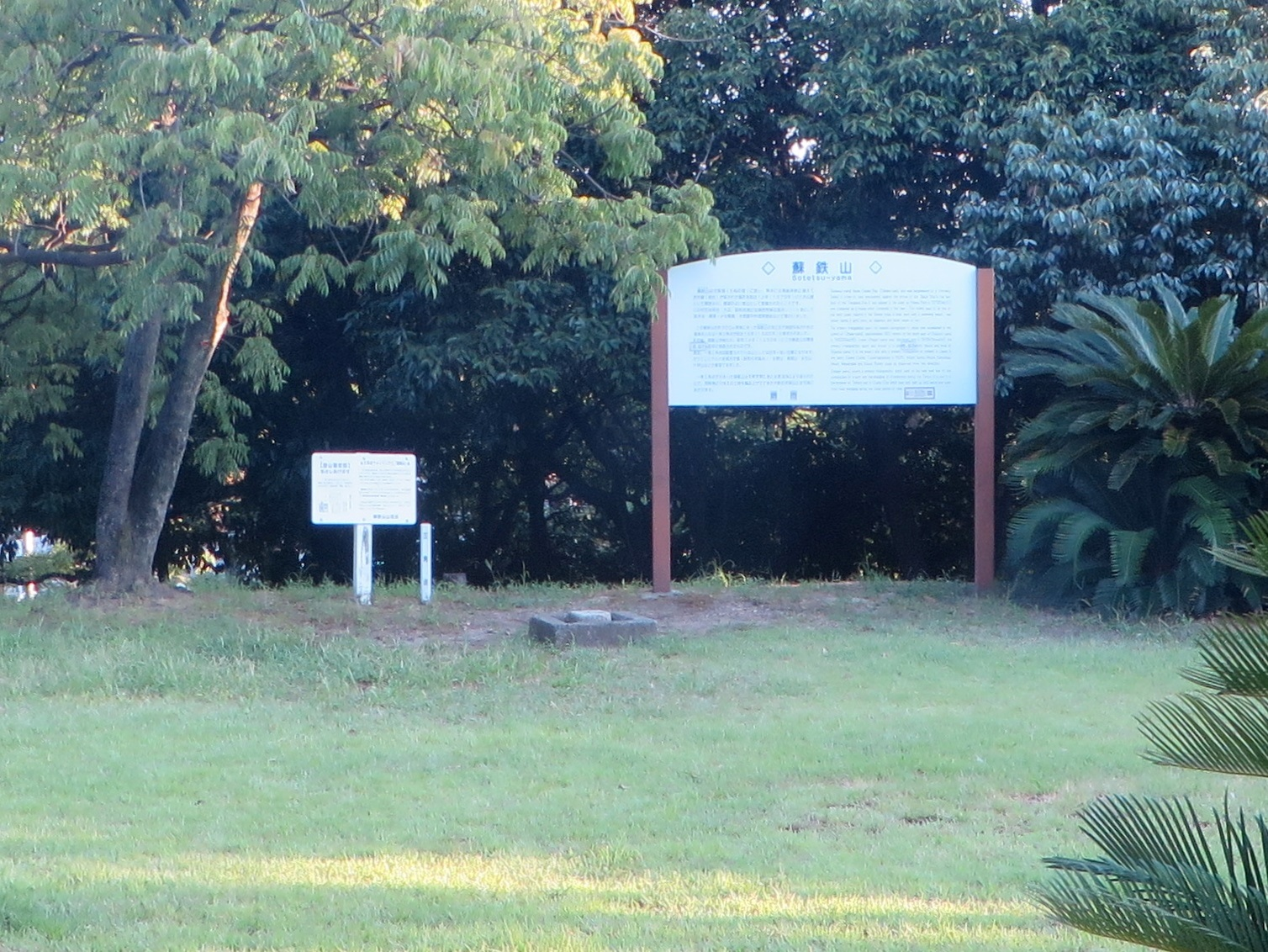
소테쓰 산 정상 부근

소테쓰산(일본어: 蘇鉄山 소테쓰야마[*])는 일본 오사카부 오사카시 사카이구 오하마 공원 내에 위치한 인공 산이다.